# Alice Dixon Le Plongeon

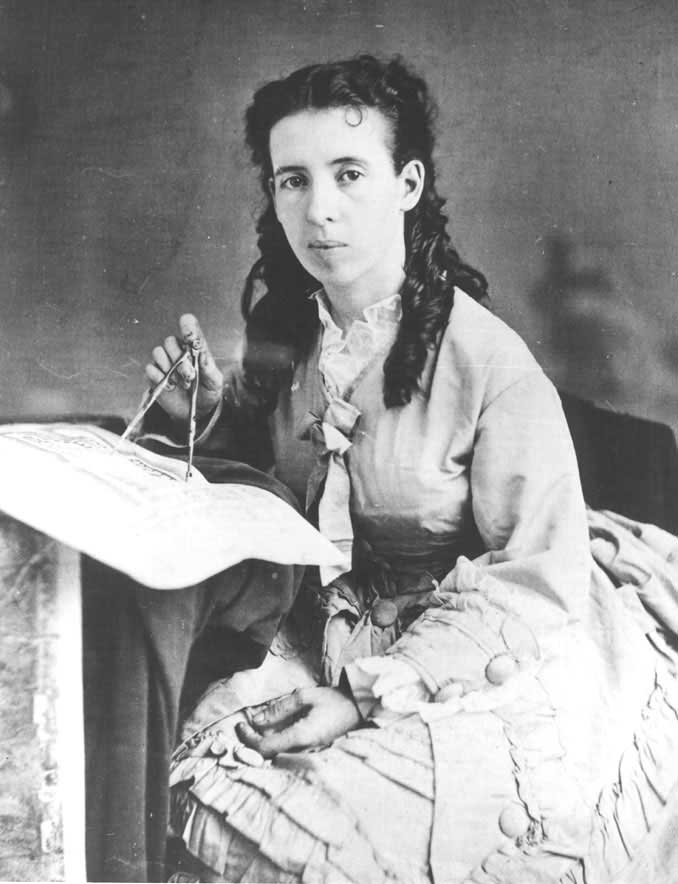
Alice Dixon Le Plongeon (um 1875)

Alice Dixon Le Plongeon (* 12. Dezember 1851 in London; † 8. Juni 1910 in New York) war eine englische Fotografin, Amateurarchäologin, Forschungsreisende und Autorin. Sie war eine der ersten, die die antiken Maya-Stätten von Chichén Itzá und Uxmal ausgruben und studierten.

## Frühes Leben
Alice Dixon wurde am 12. Dezember 1851 in London geboren. Ihre Eltern waren Henry Dixon und Sophia Cook.
Henry Dixon wurde im späten neunzehnten Jahrhundert für seinen Beitrag zur Entwicklung der panchromatischen Fotografie und für seine Fotos der Londoner Architektur für die Gesellschaft für fotografische Reliquien von Old London beauftragt. Alice lernte die Grundlagen der Fotografie von ihrem Vater kennen und arbeitete als Assistentin in seinem Atelier. 

## Ausgrabungen
Im November 1875 gruben die Le Plongeons eine große Statue in der Nähe der Plattform der Adler und Jaguare in Chicken Itza. Die Statue zeigt einen liegenden Mann.
Die Le Plongeons glaubten, dass es eine Darstellung von Prinz Chaacmol war. So wurde die Statue Chacmool genannt und von der American Geographical Society, als ein großer archäologischer Fund gelobt.
In der Nähe der Statue fand man auch Feuersteine, Keramikstücke und ein Stück Jadeit. Dieses hatte Augustus in einer goldenen Brosche gelegt und seiner Frau gegeben. Alice trug den Talisman für den Rest ihres Lebens.
Andere Artefakte wurden in der Nähe der Statue gefunden, darunter Feuerstein, Keramikstücke und ein Stück Jadeit, das Augustus in eine goldene Brosche gelegt hatte. Alice würde diesen Talisman für den Rest ihres Lebens behalten und tragen.